# Sintetoceratins
Els sintetoceratins (Synthetoceratinae) són una subfamília extinta de mamífers artiodàctils de la família dels protoceràtids que visqueren a Nord-amèrica des del Miocè inferior fins al Pliocè superior, fa entre 2,6 i 23 milions d'anys. Se n'han trobat restes fòssils als Estats Units i Mèxic. Tenien com a caràcters distintius una banya rostral amb forma de i grega, banyes orbitàries llargues i, en els mascles, una protuberància frontal no gaire grossa que inclou l'os lacrimal. Les dents premolars estaven reduïdes i les molars eren de tipus més aviat hipsodont.